# 中国国货公司
中国国货公司（英語：China MerchandiseCorp.）是1933年由方液仙、蔡声白、任士刚、王志莘、方剑阁、叶友才、潘仰尧、史量才等国货界领袖于上海设立的公司。该公司在当时支持国货运动中起到了领头羊的作用，并成为全国国货运动的一个重要标志。中华人民共和国取得政权后，1958年被华润集团收购股权，之后在1969年和港资成立大华国货有限公司，到了1993年，集团已和大华国货有限公司合并，由华润百货取代，在1996年再分拆中成药部门，成为现时华润堂至今。

## 历史

### 缘起
九一八事变后，全中国人民抗日情绪高涨，广泛开展了提倡国货，抵制日货运动。方液仙、蔡声白、任士刚、方剑阁、叶友才等实业家由此萌发了创办中国国货公司的设想。

### 过程

1933年中国国货公司商标

1932年九一八周年纪念日，方液仙以自己创办的中国化学工业社联合美亚织绸厂、三友实业社、五和织造厂、中华珐琅厂、中华第一针织厂、华福制帽厂、胜德织造厂、一心牙刷厂9家厂商，共拿出十八种产品，廉价促销十八天。他们租用上海南京路上的绮华公司，作为九厂国货临时联合商场。
联合商场圆满结束后，九厂老板们看到推销国货大有可为，计划建立一个永久性的国货商场，与南京路上销售洋货为主的先施、永安、新新和大新四家百货公司（被当年上海人称之为四大“亡国公司”）竞争。从1933年2月2日的《申报》上，可以了解到当时的准备工作和人事安排：

......筹备主任方液仙先生报告筹备经过情形，略谓本公司系去年九月间发起，当时因中国化学工业社、中华珐琅厂等九厂所组之九厂国货临时商塲，成绩尙为美满，故有组织一永久国货商场之动议，惟上海一般国货商塲，其组织多散漫而无系统，于管理上极感困难，因决采用公司组织，自去年十一月一日起设筹备处，开始筹备，租定大陆商场为营业地点，并置备器具，装葺房屋，现已竣事，股本十万元，亦已收足...

甲，当选董事，方液仙（二九九七权）、蔡声白（二七八九权）、任士刚（二七八八权）、王志莘（二七四六权）、方剑阁（二六九一权）、叶友才（二四八０权）、潘仰尧（二三八二权）、史量才（二０００权）、张惠康（一九四三权）、胥仰南（九八七权）、项康原（五五九权）、黄首民（五０八权）、王伯元（四八四权）、穆藕初（四二四权），乙，当选监察程年彭（一七六八权）、蒉延芳（一五五七权）、许冠羣（四三八权）、项康原（三四七权）、王振芳（二五一权）......
经过方液仙、蒉延芳、任士刚等人多方活动，联合二百多家厂家，于1933年2月9日（星期四），中国国货公司在上海最繁华的南京路上的大陆商场（今南京东路东海大楼）开幕。方液仙出任董事长兼总经理，李康年为副经理。国货公司采取薄利多销、商品寄售的方式，加上其服务周到。半年后又扩充了二楼南部商场，国货厂家数量从二百余家增加到了一千四百余家。
上海的中国国货公司规模大，货品齐全价格合理，加上当时人们爱国热情高涨，因而生意十分兴隆。为了把上海的中国国货公司模式推向全国，于1934年1月成立了 “中国国货公司介绍所全国联合办事处”（简称国货联办处）。
自从国货联办处成立后，从1934年1月开始到1935年底的两年内，在各地开设的中国国货公司计有：上海、南京、武汉、郑州、长沙、温州、镇江、济南、徐州、嘉兴、西安、昆明、福州、汕头、香港、广州、贵阳、重庆、成都、桂林、广州湾（即现湛江）以及新加坡等地方共22家，并在上海设有两个分店。

## 开幕宣言
提倡国货！提倡国货！这口号已喊了一二十年，然而查一查海关册，进口洋货，却是年增一年，入超亦是年甚一年，说没有国货么？我们总算已经有了若干工厂；说有国货么？为何抵制洋货之功效，竟等于零？这里头原因，自然复杂万分： 有关于政事的，有关于商事的，亦有关于技术的。不过生产的工厂，没有结合团体，没有贩卖的机关，所以国人不知有国货，不识国货与洋货之分别，当然也是国货不发达重要原因之一。同人等有感于此，受本产销合作之意旨，纠集二百余家制造国货的工厂，联合组成“中国国货股份有限公司”， 地点在上海最热闹最集中之南京路大陆商场，慈已筹备就绪，择于中华民国二十二年（1933年）二月九日正式开幕。本公司营业宗旨，不外下列各项：

（一）使国人知有某项国货可代某项洋货之用，不必专购舶来货。 

（二）使洋货不得改头换面，冒充国货以至国人难有爱国心苦与无从辨别。

（三）使制造国货各工厂，可以出品博大众之比较与品评，优则愈加奋勉，不良则速为改进。

（四）使国货有集中之地点，国人采购，极为便利。

（五）使消费者得以最低廉之代价，取得其最合需要之国产品。

（六）使各工厂出品容易贩卖，免却各个宣传广告的费用。

（七）使内地手工业出产的精美物品易与推销，不至胶守一隅，故购者无从采购，以至日渐零落。

（八）使社会知国货效用广大，出品繁多，愈激发其爱国心。

古人说得好：“人之爱国，谁不如我。”愿社会人士惠临指教，能得国货一天发达一天，自然进口洋货一天减少一天，比诸空言抵制，收效较为实在，这不单是同人之万幸，实是国货前途无限的希望。——1933年2月9日于上海《申报》

## 营业部门
中国国货公司营业部门有：
绸缎、布疋（匹）、呢绒、棉织品、内衣、鞋帽、西装用品、饰物、化妆品、篦梳、花边、绒线、手帕、顾繡（绣）、新装、服装、五金、搪瓷、钢精、铜器、电气、木器、料器、瓷器、文具、玩具、乐器、体育用品、南货、糖果、罐头、土产、火腿、茶叶、水果、烟酒、参茸、药品、医疗器械、皮件、家具、藤器竹器、礼物、花鸟、九九商场、饮食、礼券等部。并通办全国出品、各地土产等。